# 6.º Regimiento de Marines
El 6.º Regimiento de Marines es un regimiento de infantería de marina del Cuerpo de Marines de los Estados Unidos acuartelado en Camp Lejeune, Carolina del Norte. El regimiento está bajo el mando de la 2.ª División de Marines de la II Fuerza Expedicionaria de Marines. La historia de combate del 6.º Regimiento data desde la Primera Guerra Mundial cuando eran parte de la Fuerza Expedicionaria Estadounidense. Combatió en el  Teatro del Pacífico en la Segunda Guerra Mundial, donde lo más notable fueron las batallas de  Guadalcanal, Tarawa,  Saipán,  Tinian y  Okinawa. Más recientemente, el regimiento ha entrado en combate durante la Guerra del Golfo y en apoyo de la Guerra de Irak.

## Unidades subordinadas
El regimiento está compuesto de tres  batallones de infantería orgánicos, un batallón de infantería reforzado o asignado y una compañía del cuartel general:
- Compañía del Cuartel General del 6.º Regimiento de Marines (HQ/6)
- 1.er Batallón del 6.º Regimiento (1/6)
- 2.º Batallón del 6.º Regimiento (2/6)
- 1.er Batallón del 6.º Regimiento (3/6)
- 2.º Batallón del 9.º Regimiento (2/9)

## Historia

### Primera Guerra Mundial
El 6.º Regimiento de Marines fue organizado por primera vez en la Base del Cuerpo de Marines de Quantico, Virginia, el 11 de julio de 1917 bajo el mando del coronel Albertus W. Catlin, galardonado con la Medalla de Honor. El regimiento incluía tres batallones: el 1.º (con las compañías 74.ª, 75.ª, 76.ª y 95.ª), el 2.º (con las compañías 78.ª, 79.ª, 80.ª y 96.ª) y el 3.º (con las compañías 82.ª, 83.ª, 84.ª y 97.ª). Virtualmente todos los oficiales superiores y los  oficiales no comisionados del estado mayor del 6.º Regimiento eran profesionales con largo tiempo de servicio, mientras que la mayoría de los oficiales subalternos y todos los soldados de tropa eran recién reclutados. Aunque los soldados nuevos carecían de experiencia, tenían muy buena educación: el coronel Catlin estimó que el 60% de ellos eran graduados de la enseñanza de segundo grado. El regimiento llegó a Francia en pequeños destacamentos durante la última parte del año 1917 y principios del año 1918. A su llegada, el 6.º Regimiento de Marines  se unió al 5.º Regimiento de Marines y al  6.º Batallón de Ametralladoras para formar la 4.ª Brigada,  2.ª División (Regular) de Estados Unidos, Fuerza Expedicionaria Estadounidense. La primera parte de la primavera fue dedicada al entrenamiento bajo tutelaje francés. La Brigada "Infantes de Marina" llegó a las trincheras del sector de Toulon cerca de Verdún en marzo de 1918, donde sufrió sus primeras bajas de combate. El regimiento tuvo 33 hombres muertos mientras se encontraba en las trincheras; la mayoría de las bajas ocurrieron cuando el área de alojamiento de la 74.ª Compañía fue gaseada el 13 de abril de 1918.
A finales de mayo de 1918 se ordenó a la 4.ª Brigada apuntalar las líneas francesas que colapsaban cerca de Château-Thierry. El 6.º Regimiento tomó posiciones al suroeste del bosque Belleau, y luego el 6 de junio se le ordenó capturar el pueblo de Bouresches y limpiar la mitad sur del bosque Belleau. Estos ataques fueron el inicio de una lucha que duraría un mes y que eventualmente se convertiría en una prominente batalla para el Cuerpo de Marines de los Estados Unidos. El coronel Catlin fue gravemente herido no mucho después de que las primeras oleadas de ataque iniciaran su avance; su reemplazo fue el teniente coronel Harry Lee, quien comandaría al regimiento durante el resto de la guerra. El sargento de artillería Fred W. Stockham voluntariamente entregó su propia máscara antigás a un compañero de  pelotón y posteriormente le fue otorgada la Medalla de Honor en forma póstuma por su generosa acción. El dentista del regimiento, Weedon Osborne, también recibió una Medalla de Honor en forma póstuma. Las pérdidas del regimiento en este sector fueron de 2143 en 40 días. En reconocimiento al "brillante valor, vigor, espíritu y tenacidad de los marines", el gobierno francés otorgó a las unidades de la infantería de marina que combatieron en Belleau Wood la Croix de Guerre con palmas y le cambió el nombre al bosque Belleau por "Bois de la Brigade de Marine".
La 2.ª División estadounidense fue asignada al XX Cuerpo francés para realizar un contraataque cerca de Soissons a mediados de julio. El 18 de julio el 6.º Regimiento fue mantenido en reserva cuando se lanzaron las oleadas iniciales del ataque . Al siguiente día, el 6.º Regimiento avanzó desde Vierzy a Tigny, pero fue detenido poco antes de alcanzar su objetivo por un intenso fuego de artillería y de ametralladoras. Las bajas fueron extremadamente altas, estimadas entre un 50 a 70% en la mayoría de las unidades. El teniente primero Clifton B. Cates (un futuro comandante del Cuerpo de Marines) informó que sólo aproximadamente dos docenas de hombres habían sobrevivido de un total de más de 400 y agregó "... No hay nadie a mi izquierda y solo unos pocos a mi derecha. Me mantendré". Las pérdidas del regimiento durante la  Ofensiva Aisne-Marne se elevaron a 1431; el 19 de julio de 1918 es el día de más bajas sufridas en la historia del 6.º Regimiento. Dos sanitarios de la  Armada asignados al 6.º Regimiento recibieron la Medalla de Honor por sus acciones en Soissons: el cirujano Joel T. Boone y el enfermero de combate John H. Balch.
Después de un mes de descanso, los marines fueron asignados al Primer Ejército estadounidense para participar en el primer ataque "completamente estadounidense", un doble envolvimiento para eliminar el saliente de Saint-Mihiel. El 6.º Regimiento fue relegado a apoyar el ataque de la 3.ª Brigada desde Limey a Thiaucourt. El ataque se inició a principios del 12 de septiembre y el ataque inicial logró virtualmente todos los objetivos de la división antes del mediodía. Sin saberlo el ataque estadounidense coincidió con una retirada alemana. La acción más fuerte para el 6.º Regimiento ocurrió cuando defendía la línea de resistencia de avanzada el 15 de septiembre. Aunque esta misión ha sido declarada como "un paseo" por algunos historiadores, el 6.º Regimiento sufrió más de cien muertos y aproximadamente quinientos heridos en St. Mihiel; el enfermero de combate de la Armada David E. Hayden ganó una Medalla de Honor por sus heroicas acciones mientras se encontraba asignado al 6.º Regimiento que se encontraba defendiendo Thiaucourt.
La 2.ª División y la 36.ª División estadounidenses fueron prestadas al Cuarto Ejército francés para su asalto contra las fuerzas alemanas en lo que se convertiría en la batalla de Blanc Mont Ridge. Allí los marines capturaron exitosamente sus objetivos después de un sangriento combate y con el apoyo de la 36.ª División rechazaron los contraataques alemanes hasta que las unidades francesas que los flanqueaban fueron capaces de alcanzar el avance estadounidense. La 2.ª y 36.ª divisiones avanzaron y capturaron un punto fuerte alemán en St. Etienne, después de lo cual la 2.ª División fue retirada del frente para reagruparse y regresó al mando estadounidense.
Por las acciones en el bosque Belleau, Soissons y Blanc Mont, al 6.º Regimiento de Marines le fue otorgada la  Cruz de Guerra francesa tres veces. Como un resultado, el regimiento está autorizado a usar el fourragère de la Cruz de Guerra (se puede ver en el escudo de la unidad), una de las dos únicas unidades del Cuerpo de Marines honradas de esta forma (la otra es el 5.º Regimiento de Marines). Por lo tanto el fourragère se ha convertido en parte del uniforme de la unidad y todos los miembros del 6.º Regimiento moderno están autorizados a usar el fourragère mientras se encuentren asignados al regimiento.
El 11 de noviembre de 1918 se firmó el  armisticio, finalizaron las hostilidades, y el 6.º Regimiento fue asignado al Tercer Ejército estadounidense para encabezar la marcha aliada desde Francia a través de Bélgica y Luxemburgo a Coblenza, Alemania. Allí, el regimiento se estableció en un servicio de ocupación sin sobresaltos entre diciembre de 1918 y mayo de 1919. En ese momento, nuevamente el regimiento fue desplegado para hostilidades cuando los representantes alemanes se resistieron a los inesperadamente negativos términos de rendición. Esta amenaza persuadió a los alemanes a aceptar los términos y los tratados que formalmente finalizaron la guerra, que se firmaron en junio de 1919. Con su misión lograda, los marines zarparon rumbo al hogar al siguiente mes.
El 6.º Regimiento de Marines fue desactivado en Quantico el 13 de agosto de 1919 después de participar en el desfile de la victoria a través de las calles de Nueva York y Washington D. C.. El trabajo literario más destacado cubriendo las actividades del 6.º Regimiento durante la Primera Guerra Mundial es la novela de Thomas Boyd Through The Wheat.

### Periodo entre guerras
El 6.º Regimiento de Marines fue reactivado en el año 1921 en la Base del Cuerpo de Marines Camp Lejeune y fue unido al 5.º Regimiento para formar una brigada. Estas dos unidades se entrenaron en conjunto y aparecieron en las noticias a nivel nacional cuando realizaron una serie de maniobras de verano que recrearon famosas batallas de la  Guerra Civil ( Wilderness,  Gettysburg,  Antietam y  New Market) usando tácticas y equipos modernos. Elementos del regimiento fueron llamados para reforzar a las fuerzas de ocupación en Cuba y República Dominicana en el año 1924. Nuevamente el regimiento fue desactivado en marzo de 1925. Dos años más tarde, ocurrieron disturbios civiles por toda China amenazando a vidas y propiedades estadounidenses. Esto hizo que el gobierno estadounidense aumentara su presencia militar en dicho país. Como resultado, un nuevo 6.º Regimiento fue activado en Filadelfia para servir con la 3.ª Brigada Provisional en China. No ocurrió ningún incidente grave durante el año 1928 de tal forma que en el año 1929 los infantes de marina de China fueron reasignados o enviados a casa. Los colores del 6.º Regimiento regresaron a  San Diego donde la unidad fue oficialmente disuelta. El regimiento fue reactivado el 1 de septiembre de 1934 como parte de la Fleet Marine Force.

### Segunda Guerra Mundial
Cuando Estados Unidos entró en la Segunda Guerra Mundial en diciembre de 1941, el 6.º Regimiento de Marines fue temporalmente separado de la 2.ª División de Marines para defender  Islandia mientras estuvieron asignados a la 1.ª Brigada Provisional de Marines. La Brigada fue disuelta el 25 de marzo en Nueva York. El 6.º de Infantería de Marina fue reasignado a la 2.ª División de Infantería de Marina en  San Diego antes de zarpar hacia el  Pacífico Sur. Después de una breve estadía en Nueva Zelanda, el 6.º Regimiento desembarcó en Guadalcanal el 4 de enero de 1943 donde se reunió temporalmente con el 2.º y el 8.º regimiento de Marines. El 6.º Regimiento de Marines combatió como parte de una división provisional que mezclaba dotaciones del Ejército y de la Infantería de Marina. Después de que el grueso de la 2.ª División de Marines se fuera, participó en la ofensiva estadounidense final en Guadalcanal avanzando desde Kokumbona a cabo Esperance y eliminando las últimas fuerzas enemigas remanentes. El 6.º Regimiento sufrió 223 bajas (53 muertos en acción o muertos de sus heridas, 170 heridos en combate) durante las seis semanas en el "Canal".
El regimiento regresó a Nueva Zelanda para prepararse para la inminente  Operación Galvanic, la captura de las islas Gilbert en el  Pacífico Central. En esa ocasión el blanco era el atolón de Tarawa. El 6.º Regimiento de Marines , nuevamente siendo parte de la 2.ª División de Marines era la reserva flotante del V Cuerpo Anfibio. Las oleadas de asalto se dirigieron a la costa el 20 de noviembre de 1943 pero se encontraron con una fuerte resistencia. Las bajas fueron tan altas que toda la división, que se encontraba en la reserva, fue comprometida en la acción en el primer día. Al 6.º Regimiento de Marines  se le ordenó dirigirse a la playa a la siguiente mañana. El 1.er y 3.er batallones desembarcaron en la Playa Verde en Betio y se les ordenó dirigirse a lo largo del eje de la isla. El 2.º batallón fue usado como una fuerza de bloqueo en la cercana isla de Bairiki. Betio fue declarada segura después de 76 horas de sangrientos combates. El 1.er y 3.er batallones se dirigieron a un nuevo campamento de descanso en Hawái, pero el 2.º Batallón permaneció para limpiar el resto del atolón. El 6.º de Infantería de Marina sufrió 355 bajas (99 muertos y 256 heridos) y recibió una  Mención Presidencial de Unidad por sus acciones en la Batalla de Tarawa.
Lo siguiente fue la Operación Forager, la captura de las islas Marianas, lo que pondría al Japón al alcance de las fuerzas estadounidenses para poder bombardearlo. Forager fue programada para el verano del año 1944 con la captura de Saipán y la recaptura de Guam programada para mediados de junio y la captura de Tinian en julio. El 6.º Regimiento de Marines participó en la Batalla de Saipán y en la Batalla de Tinian. El regimiento desembarcó bajo fuerte fuego enemigo en la Playa Roja en Saipán el 15 de junio. Este fue el desembarco más difícil en la historia del regimiento; dos de los tres comandantes de batallón fueron seriamente heridos en los primeros minutos del desembarco. A principios de la siguiente mañana, el 6.º Regimiento rechazó varios contraataques apoyados por  tanques acción que salvó a la cabeza de playa. El sirviente de ametralladoras, soldado Harold G. Epperson sacrificó su propia vida al lanzarse sobre una granada el 25 de junio y recibió póstumamente una Medalla de Honor por esa acción. Después de eso, el regimiento se dirigió al lado oeste de la isla a través del pueblo costero de Garapan y hacia Tanapag adonde los infantes de marina siguieron después de acabar con el ataque banzai japonés más grande de la guerra. El 3.er Batallón realizó un desembarco costa a costa para capturar la isla de Manigassa, que dominaba el puerto de Tanapag. El regimiento pasó un par de semanas limpiando la zona de posiciones enemigas pasadas por alto y al mismo tiempo se preparó para capturar la cercana Tinian en julio. Saipán fue la batalla más costosa de la Segunda Guerra Mundial para el 6.º de Infantería de Marina; las pérdidas fueron de 356 muertos y 1208 heridos.
El 6.º Regimiento de Marines desembarcó en Tinian el 25 de julio y se unió al resto de la 2.ª División de Infantería de Marina que luchaba en la isla hasta alcanzar el 1 de agosto el escarpe que marcaba la punta sur del Tinian. Le tomó tres días de duros combates reducir el punto fuerte final del enemigo. Durante ese combate, el soldado Robert L. Wilson cubrió una granada con su cuerpo para proteger a sus camaradas, lo que le valió obtener una Medalla de Honor en forma póstuma. El regimiento sufrió 34 muertos y 165 heridos en los diez días en que estuvo en Tinian.
El 6.º Regimiento de Marines regresó a Saipán una vez que Tinian estuvo asegurada. Allí, el regimiento alternó entre buscar reductos japoneses, realizar entrenamiento de pequeñas unidades y mejorar la habitabilidad mientras se preparaba para la  Operación Iceberg, la captura de Okinawa, lo que serviría como el paso final en el largo camino hacia Tokio. La 2.ª División de Marines fue designada como reserva del Décimo Ejército de Estados Unidos. En abril de 1945, elementos del 6.º de Infantería de Marina fueron parte de la fuerza de diversión en la  Okinawa pero regresaron a Saipán sin realmente desembarcar. La mayor parte del tiempo en Saipán fue dedicado a la preparación de la Operación Downfall, la invasión de Japón. El 6.º Regimiento de Marines estaba programado que desembarcara en Kyūshū en el otoño de 1945. Pero esa operación no fue necesaria ya que Japón se rindió en agosto. En septiembre de 1945, el 6.º Regimiento de Marines hizo un desembarco administrativo en Japón para realizar labores de ocupación y permaneció allí casi un año antes de regresar a Estados Unidos.
Probablemente el trabajo literario más notable acerca del 6.º Regimiento de Marines durante la Segunda Guerra Mundial fue la novela escrita por Leon Uris  Battle Cry (en castellano: Grito de Batalla) que también fue convertida en película en el año 1955.

### Guerra Fría
El regimiento regresó a Estados Unidos y se unió a la 2.ª División de Marines en el año 1949. Desde esa fecha, ha desplegado frecuentemente unidades al  Mediterráneo y al  Caribe. La Operación Deep Water fue un ejercicio naval de la OTAN del año 1957 que se llevó a cabo en el Mar Mediterráneo donde el 6.º Regimiento de Marines se convirtió en la primera unidad del Cuerpo de Marines de los Estados Unidos en participar en una operación de  envolvimiento vertical usando helicópteros durante un despliegue en ultramar.
Cuando surgieron problemas en Líbano en julio de 1958, el 3.er Batallón y el 6.º Regimiento de Marines desembarcaron después de quince horas de haber recibido las órdenes. A principios de la crisis de los misiles en Cuba, el 2.º Batallón desembarcó en la  Bahía de Guantánamo para aumentar las defensas de la base naval. En el año 1965, el regimiento desembarcó en la República Dominicana para llevar a cabo la  Operación Powerpack para proteger las vidas y propiedades estadounidenses en dicho país.
En el año 1983, el 2.º Batallón 6.º Regimiento participó en la Fuerza Multinacional de Mantenimiento de Paz en Beirut, Líbano. En diciembre de 1989 elementos del 6.º Regimiento de Marines fueron a Panamá para participar en la  Operación Just Cause. Entre septiembre de 1990 y abril de 1991 el regimiento se desplegó al  Suroeste de Asia para participar en la  Operación Desert Shield y en la  Operación Desert Storm. El 6.º Regimiento de Marines condujo la ruptura de la llamada "Línea Saddam" el 24 de febrero de 1991 y luego avanzó hacia un objetivo clave conocido como "Ice Tray". Allí, el regimiento repelió a una fuerza mecanizada iraquí durante una acción ocurrida durante las primeras horas de la mañana denominada el "Reveille Counterattack". El cese del fuego encontró al 6.º Regimiento de Marinesocupando una posición en la base de Mutla Ridge bloqueando la principal salida de  Ciudad Kuwait. El regimiento recibió una  Mención de Unidad Meritoria por sus acciones durante la liberación de Kuwait.

### Guerra Global contra el Terrorismo
Durante la primera parte del año 2004, el Equipo de Desembarco de Batallón 1/6 se desplegó a la  Base Aérea de Kandahar, Afganistán en apoyo de la Operación Enduring Freedom.
En enero de 2007, la Compañía de Cuartel General, 6.º Regimiento de Marines, se desplegó en apoyo de la  Operación Iraqi Freedom, bajo el nombre operacional de Equipo de Combate Regimental 6.º El regimiento tomó el control operacional de tres  batallones de infantería:
3.er Batallón 2.º Regimiento, 2.º Batallón 8.º Regimiento y 1.er Batallón 24.º Regimiento
Unidades subordinadas adicionales incluyeron: 1.er Batallón de Reconocimiento, Compañía C, 2.º Batallón de Tanques, Compañía B, 2.º Batallón de Asalto Anfibio, Compañía C, 1.er  Batallón de Ingenieros de Combate y Batería I, 3.er Batallón 12.º Regimiento.
En la primavera de 2007, estas unidades fueron reemplazadas por el 2.º Batallón 6.º Regimiento, 2.º Batallón 7.º Regimiento,  3.er Batallón 6.º Regimiento y la Compañía B, 2.º Batallón de Tanques.
En octubre de 2007, el 1.er  Batallón de Reconocimiento fue reemplazado por el 2.º Batallón de Reconocimiento.
Ellos prestaron servicio en Ramadi, Irak entre enero de 2009 y septiembre de 2009, cuando fueron reemplazados por la 1.ª Brigada de la 82.ª División Aerotransportada, Brigada de Asesoramiento y Asistencia.
El 6.º Regimiento de Marines se desplegó en diciembre de 2011 en Afganistán como el Equipo Regimental de Combate 6. El RCT-6 llegó a Afganistán el 24 de diciembre de 2011 a Camp Bastion. Actualmente el cuartel general del RCT-6 está ubicado en la FOB Delaram, AFG con marines de la unidad en Puestos de Avanzada de Combate y Bases de Patrullaje para apoyar a las unidades subordinadas.

## Antiguos miembros notables
- Ira J. McDonald, miembro del Consejo de la Ciudad de Los Ángeles

## Galardones de la unidad
Una mención o encomio de unidad es un galardón que es otorgado a una organización por la acción citada. A los miembros de la unidad que participaron en dichas acciones se les permite usar en sus uniformes dichos galardones como  distintivos de cinta. Adicionalmente la unidad está autorizada a colocar los gallardetes apropiados en la bandera de la unidad. El 6.º Regimiento de Marines ha recibido los siguientes galardones:
| Gallardete | Cinta                                   | Galardón                                                                                             | Año(s)    | Información adicional           |
| ---------- | --------------------------------------- | --- | --------- | ------------------------------- |
|            |                                         | Mención Presidencial de Unidad                                                                       | 1943      | Segunda Guerra Mundial - Tarawa |
|            |                                         | Mención de Unidad de la Armada                                                                       | 1990-1991 | Asia Occidental                 |
|            | Silver star                             | Medalla de la Victoria de la Primera Guerra Mundial con una estrella de plata                        |           |                                 |
|            |                                         | Medalla del Ejército de Ocupación de Alemania                                                        |           |                                 |
|            |                                         | Medalla de Servicio en el Yangtze                                                                    |           |                                 |
|            | Bronze star · Bronze star · Bronze star | Medalla Expedicionaria del Cuerpo de Marines con tres estrellas de bronce                            |           |                                 |
|            |                                         | Medalla de Servicio en China                                                                         |           |                                 |
|            | Bronze star                             | Medalla de Servicio en la Defensa Americana con una estrella de bronce                               |           |                                 |
|            |                                         | Medalla de la Campaña Europea-Africana-Medio Oriente                                                 |           |                                 |
|            | Silver star · Bronze star               | Medalla de la Campaña Asiática-Pacífico con una estrella de plata y una de bronce                    |           |                                 |
|            |                                         | Medalla de la Victoria en la Segunda Guerra Mundial                                                  |           |                                 |
|            |                                         | Medalla de Servicio de Ocupación de la Armada con el texto "Asia" y "Europe" (en castellano: Europa) |           |                                 |
|            | Bronze star · Bronze star               | Medalla de Servicio en la Defensa Nacional con dos estrellas de bronce                               |           |                                 |
|            | Bronze star · Bronze star               | Medalla Expedicionaria de las Fuerzas Armadas con dos estrellas de bronce                            |           |                                 |
|            | Bronze star · Bronze star               | Medalla de Servicio en el Suroeste de Asia con dos estrellas de bronce                               |           |                                 |

- Cruz de Guerra Francesa con dos palmas y una estrella dorada, lo que les permite llevar una Fourragère de la Croix de guerre.